# Wiking
Wiking is een historisch Zweeds merk van motorfietsen.
Wiking Motorcycles was de Europese tak van het Amerikaanse bedrijf Viking Motorcycles. Wiking/Viking startte rond 1994 toen Sture Torngren, Björn Johansson en Mikael Jonsson het eerste prototype bouwden. Het was een zware custom (1845 cc) met een viercilinder lijnmotor die in de lengte in het frame lag. Er werden veel auto-onderdelen gebruikt, onder andere van Volkswagen en Volvo. In 1997 werd de eerste Wiking 1800 gepresenteerd. Eind 1999 werd deze zelfde motorfiets onder de naam Indian Four gepresenteerd. Zie hiervoor Indian Motorcycles Ltd..